# Elsbet Orth
Elsbet Orth  (* 8. April 1937 in Darmstadt; † 16. November 1991 in Frankfurt am Main) war eine deutsche Historikerin. Sie erwarb sich bleibende Verdienste bei der Erforschung der Pfalz, den Beziehungen Frankfurts zum Umland, dem Fehdewesen und der höfisch-ritterlichen Kultur.

## Leben und Wirken
Elsbet Orth stammte aus einer in Hessen ansässigen Familie. Sie legte das Abitur 1957 ab. Am Institut für Rundfunkbetriebstechnik in Nürnberg absolvierte sie eine Ausbildung und arbeitete bis Oktober 1965 als Tontechnikerin. Anschließend studierte sie Geschichte, politische Wissenschaften und Germanistik an der Johann Wolfgang Goethe-Universität Frankfurt am Main. Im Jahr 1971 beendete sie das Studium mit ihrer von Walther Lammers betreuten Promotion über die Fehden der Reichsstadt Frankfurt am Main im Spätmittelalter. Am Historischen Seminar in Frankfurt war Orth seit 1971 für zwei Jahrzehnte in der Lehre tätig.
Orth befasste sich mit Frankfurts Verhältnis zu seinem Umland im Spätmittelalter. Dabei leistete sie in der Quellenerschließung Grundlagenarbeit für die Stadt- und Regionalgeschichte. In ihrer Dissertation konnte sie 229 Fehden für Frankfurt zwischen 1381 und 1425 nachweisen. Nach Fred Schwind hat Orth „durch umfassende und umsichtige Ausschöpfung ihres Quellenmaterials über ihr eigentliches Thema hinaus Ansatzpunkte für die Erforschung der Beziehungen der spätmittelalterlichen Städte zu ihrer Umwelt gegeben“. In ihrem 1979 veröffentlichten Aufsatz Amtsrechnungen als Quelle spätmittelalterlicher Territorial- und Wirtschaftsgeschichte konnte sie diese spröde Quellenart hauptsächlich aus der Regierungszeit des Landgrafen Ludwig I. für ganz unterschiedliche Disziplinen wie Personen-, Rechts-, Verwaltungs-, Agrar- und Baugeschichte fruchtbar machen. Ein weiteres Arbeitsgebiet war die Pfalzenforschung, die im Historischen Seminar der Universität Frankfurt eine gewisse Tradition hat. Orth veröffentlichte 1985/86 einen fast 250-seitigen Artikel über die Frankfurter Pfalz im Rahmen des vom Max-Planck-Institut für Geschichte bearbeiteten Forschungsprojektes „Die deutschen Königspfalzen“. Nach Joachim Ehlers erprobte Orth damit erfolgreich die Tragfähigkeit der Konzeption des Forschungsprojektes „Deutsche Königspfalzen“. Nach Hellmuth Gensicke erbrachte Orth „eine Zusammenschau des heutigen Forschungsstandes mit allen Detailnachweisen und umfangreichen Regesten der zahlreichen Königsaufenthalte zwischen 794 und 1255 sowie aller anderen reichsgeschichtlich bedeutsamen Vorgänge, Versammlungen, Hof- und Gerichtstage und Feiern in Frankfurt“. Außerdem konnte sie durch neue archäologische Befunde zahlreiche neue Ergebnisse und Anregungen zur Orts- als auch zur Reichsgeschichte liefern.
Sie wirkte im Bereich der Geschichte mit Themen wie „Die Reichstädte der Wetterau“, „Die Entwicklung der Steuern im Fränkischen Reich“ oder „Die Kaiserkrönung Karls des Großen“ an zahlreichen Sendereihen des Hessischen Rundfunks mit. Anlässlich der 1200-Jahr-Feier Frankfurts konzipierte sie den Beitrag „Frankfurt am Main im Früh- und Hochmittelalter“. Orth war seit 1983 Mitglied in der Frankfurter Historischen Kommission. Außerhalb ihres eigentlichen Forschungsgebietes bearbeitete sie für die Ausgabe der gesammelten Schriften Dolf Sternbergers die Bände 10 „Verfassungspatriotismus“ und 11 „Sprache und Politik“.
Orth starb am 16. November 1991. Zum Gedenken an die verstorbene Frankfurter Mediävistin wurde am 8. April 2002 und damit anlässlich ihres 65. Geburtstages ein Kolloquium zur mittelalterlichen Geschichte Frankfurts abgehalten. Heribert Müller gab 2004 die daraus resultierenden sieben Beiträge heraus.

## Schriften (Auswahl)
- Die Fehden der Reichsstadt Frankfurt am Main im Spätmittelalter. Fehderecht und Fehdepraxis im 14. und 15. Jahrhundert (= Frankfurter historische Abhandlungen. Bd. 6, ISSN 0170-3226). Steiner, Wiesbaden 1973, (Zugleich: Frankfurt am Main, Universität, Dissertation, 1971).